# Ognjen Cvitan
Ognjen Cvitan (nascut el 10 d'octubre de 1961 a Šibenik, a la República Federal Socialista de Iugoslàvia) és un jugador d'escacs croata, que havia jugat anteriorment sota bandera iugoslava, i que té el títol de Gran Mestre des de 1987. En Cvitan va obtenir anteriorment el títol de Mestre Internacional quan va guanyar el Campionat del món juvenil de 1981. El 2011 la FIDE li va atorgar el títol de FIDE Trainer, el segon màxim títol d'entrenador internacional.
A la llista d'Elo de la FIDE d'octubre de 2014, hi tenia un Elo de 2527 punts, cosa que en feia el jugador número 14 (en actiu) de Croàcia. El seu màxim Elo va ser de 2576 punts, a la llista de juliol de 1994 (posició 82 al rànquing mundial).

## Resultats destacats en competició
En edat juvenil va assolir potser el més gran èxit de la seva carrera: el 1981 es proclamà Campió del món júnior, superant Jaan Ehlvest (2n), en el torneig celebrat a Ciutat de Mèxic, un honor en què succeí el futur Campió del món absolut Garri Kaspàrov, que havia estat Campió del món juvenil l'any anterior.
Durant gran part de la seva carrera, en Cvitan ha estat un molt actiu jugador de torneigs, tot assolint un nivell d'Elo respectable, tot i que mai suficient com per arribar a entrar en el circuit d'"elit". Ha participat en nombrosos torneigs de GMs, on hi ha obtingut un alt nivell d'èxits, amb molts primers llocs, en solitari o ex aequo. A les darreries dels 1980, fou primer a Wolfsberg 1986, Praga 1987, Pula 1987 i 1988, Mendrisio 1987, 1988 i 1989, San Bernardino 1987, Belgrade 1987, Ginebra 1988, Bela Crkva 1988, Oberwart 1988, Chiasso 1989, i Vrsac 1989. En els 1990 fou primer a Cannes 1990 i 1996, Dubrovnik 1990, Bad Ragaz 1992, Forli 1993, Basel 1999 i Zuric 1999. Ja en el mil·lenni dels 2000, fou primer a Zadar 2001, Oberwart 2001, Rijeka 2001 i Bizovac 2002.
Va prendre part al Campionat del món de la FIDE de 2002, però fou eliminat a la primera ronda per Aleksandr Lastin.

### Participació en competicions per equips
En Cvitan ha representat tant a Iugoslàvia com a Croàcia a nivell internacional per equips. Va fer el seu debut amb l'equip "C" de Iugoslàvia a l'Olimpíada de Novi Sad de 1990, on va assolir un marcador positiu al primer tauler. A l'Olimpíada de Manila de 1992, va jugar com a segon suplent de l'equip croata, i va guanyar una medalla d'or individual.